# Ернакулам (округ)
Округ Ернакулам (малаял. എറണാകുളം ജില്ല, англ. Ernakulam District) — округ в індійському штаті Керала.

## Топонім
Назва округу походить від дуже шанованого мандиру Ернакулатаппан в Ернакулам, який присвячений Шиві.

## Географія
Округ Ернакулам розташований у центральній частині штату Керала. Адміністративний центр знаходиться у районі Какканад міста Кочі.

## Клімат
| Клімат Округу Ернакулам (1971–2010) | Клімат Округу Ернакулам (1971–2010) | Клімат Округу Ернакулам (1971–2010) | Клімат Округу Ернакулам (1971–2010) | Клімат Округу Ернакулам (1971–2010) | Клімат Округу Ернакулам (1971–2010) | Клімат Округу Ернакулам (1971–2010) | Клімат Округу Ернакулам (1971–2010) | Клімат Округу Ернакулам (1971–2010) | Клімат Округу Ернакулам (1971–2010) | Клімат Округу Ернакулам (1971–2010) | Клімат Округу Ернакулам (1971–2010) | Клімат Округу Ернакулам (1971–2010) | Клімат Округу Ернакулам (1971–2010) |
| Показник                            | Січ.                                | Лют.                                | Бер.                                | Квіт.                               | Трав.                               | Черв.                               | Лип.                                | Серп.                               | Вер.                                | Жовт.                               | Лист.                               | Груд.                               | Рік                                 |
| Абсолютний максимум, °C             | 36,4                                | 35,7                                | 36,0                                | 36,5                                | 35,2                                | 34,2                                | 33,1                                | 32,5                                | 34,2                                | 34,6                                | 35,6                                | 34,8                                | 36,5                                |
| Середній максимум, °C               | 31,7                                | 31,9                                | 32,5                                | 32,9                                | 32,3                                | 30,1                                | 29,3                                | 29,3                                | 30,0                                | 30,6                                | 31,2                                | 31,8                                | 31,1                                |
| Середній мінімум, °C                | 22,6                                | 24,0                                | 25,3                                | 25,9                                | 25,7                                | 24,1                                | 23,7                                | 23,9                                | 24,2                                | 24,1                                | 24,0                                | 23,1                                | 24,2                                |
| Абсолютний мінімум, °C              | 16,5                                | 16,3                                | 21,6                                | 21,3                                | 21,1                                | 20,4                                | 17,6                                | 20,6                                | 21,1                                | 19,2                                | 19,2                                | 17,7                                | 16,3                                |
| Норма опадів, мм                    | 23.3                                | 25.9                                | 30.8                                | 94.8                                | 282.8                               | 705.8                               | 593.6                               | 403.1                               | 279.6                               | 320.3                               | 174.9                               | 43.2                                | 2978.0                              |
| Днів з дощем                        | 1,0                                 | 1,2                                 | 2,3                                 | 6,2                                 | 10,7                                | 23,2                                | 22,3                                | 20,0                                | 13,8                                | 14,3                                | 7,8                                 | 1,9                                 | 124,7                               |
| ----------------------------------- | ----------------------------------- | ----------------------------------- | ----------------------------------- | ----------------------------------- | ----------------------------------- | ----------------------------------- | ----------------------------------- | ----------------------------------- | ----------------------------------- | ----------------------------------- | ----------------------------------- | ----------------------------------- | ----------------------------------- |

## Історія
Округ Ернакулам утворений 1 квітня 1958 року. У колоніальний період терени теперішнього округу Ернакулам входили до складу Кочійського царствоа.

## Населення
У окрузі Ернакулам проживає понад 12 % населення штату Керала. На території округу протікають річки Муваттупужа та Чалакуді.
У 2001 року населення округу становило 3 098 378 осіб. Рівень грамотності дорослого населення становив 93,2 % (загальноіндійський показник — 59,5 %). Частка міського населення становила 47,6 %.
За даними перепису населення 2011 року чисельність населення округу Ернакулам становила 3 282 388 осіб. Щільність населення становила 1072 осіб на км². Співвідношення статей: 1027 жінок на 1000 чоловіків. Рівень грамотності дорослого населення становив 95,89 % (загальноіндійський показник — 59,5 %). Частка міського населення — 68,07 %.
| Релігія у окрузі                     | Релігія у окрузі | Релігія у окрузі | Релігія у окрузі | Релігія у окрузі |
| ------------------------------------ | ---------------- | ---------------- | ---------------- | ---------------- |
| Релігія                              |                  |                  |                  | %                |
| Індуїсти                             | Індуїсти         |                  | 45,99            | 45,99            |
| Християни                            | Християни        |                  | 38,03            | 38,03            |
| Мусульмани                           | Мусульмани       |                  | 15,67            | 15,67            |
| Інші                                 | Інші             |                  | 0.31             | 0.31             |
| Розподіл релігій у окрузі Ернакулам. |                  |                  |                  |                  |

Індуси (45,99 %), християни (38,03 %) та мусульмани (15,67 %) є найбільшими релігійними громадами. У окрузі також мешкає невелика кількість джайнів, євреїв, буддистів та сикгів. Мусульман-сунітів налічується 456 275 осіб. Найбільшими кастами є езгава — 756 475 осіб та наїра — 356 321 осіб.
У окрузі Ернакулам найбільша кількість християнського населення в Індії. Вірних Маланкарської яковитської сирійської ортодоксальної церкви — 474 572, Сиро-малабарської католицької церкви — з 305 512 вірних, римо-католиків — 260 258, Маланкарської православної сирійської церкви — 54 568, Маланкарської орієнтальної православної церкви сирійської традиції — 52 621.

## Галерея

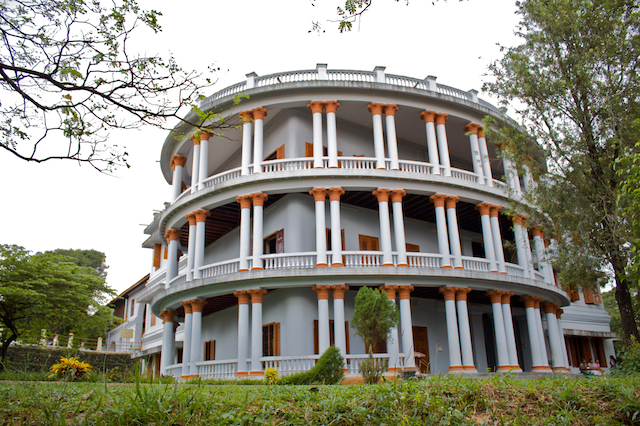
Археологічний музей «Гілл Палас»
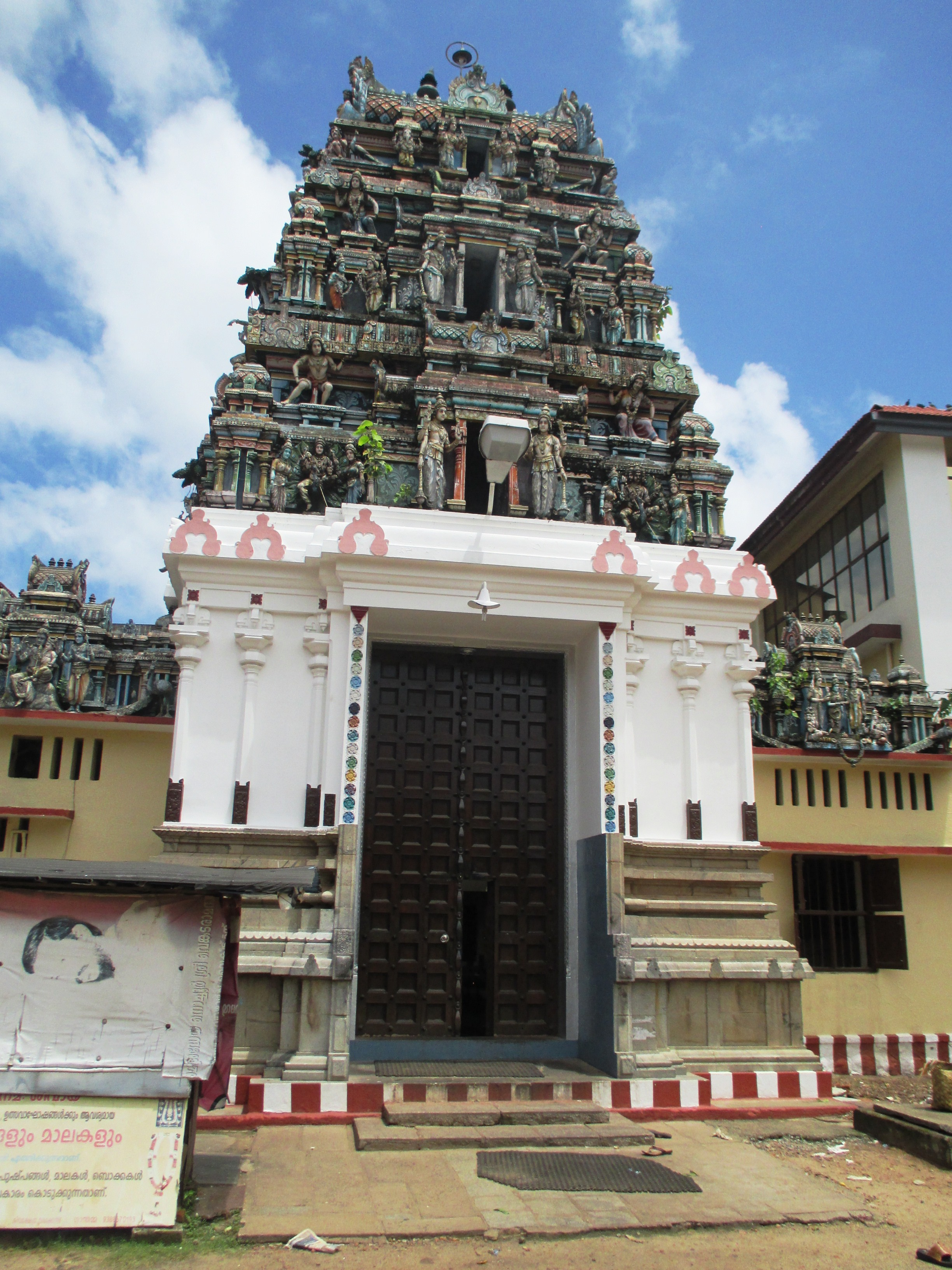
Мандир Ернакулатаппан]
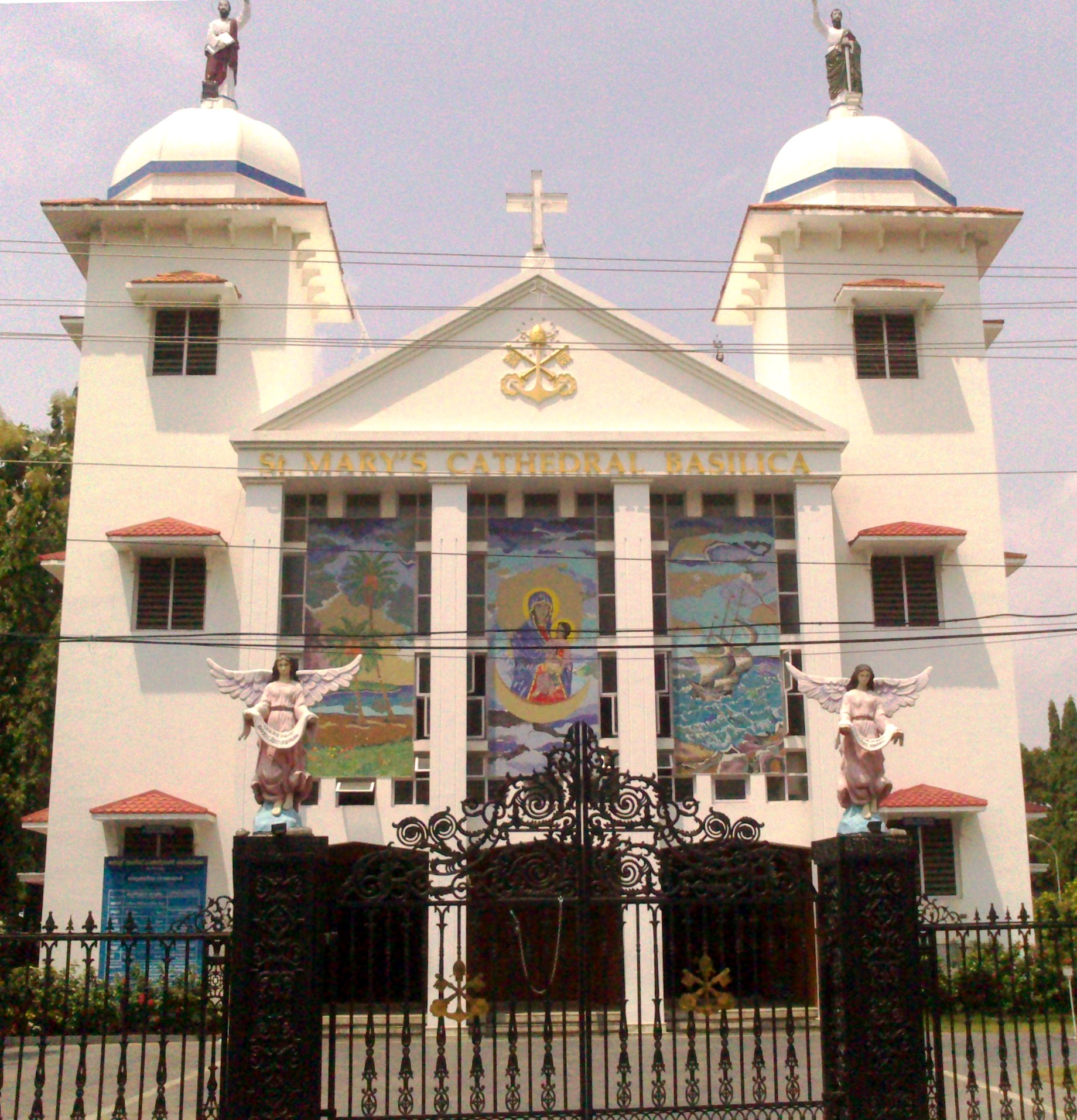
Церква Пресвятої Діви Марії — кафедральний собор архиєпархії Ернакулам-Анґамалі Сиро-малабарської католицької церкви.
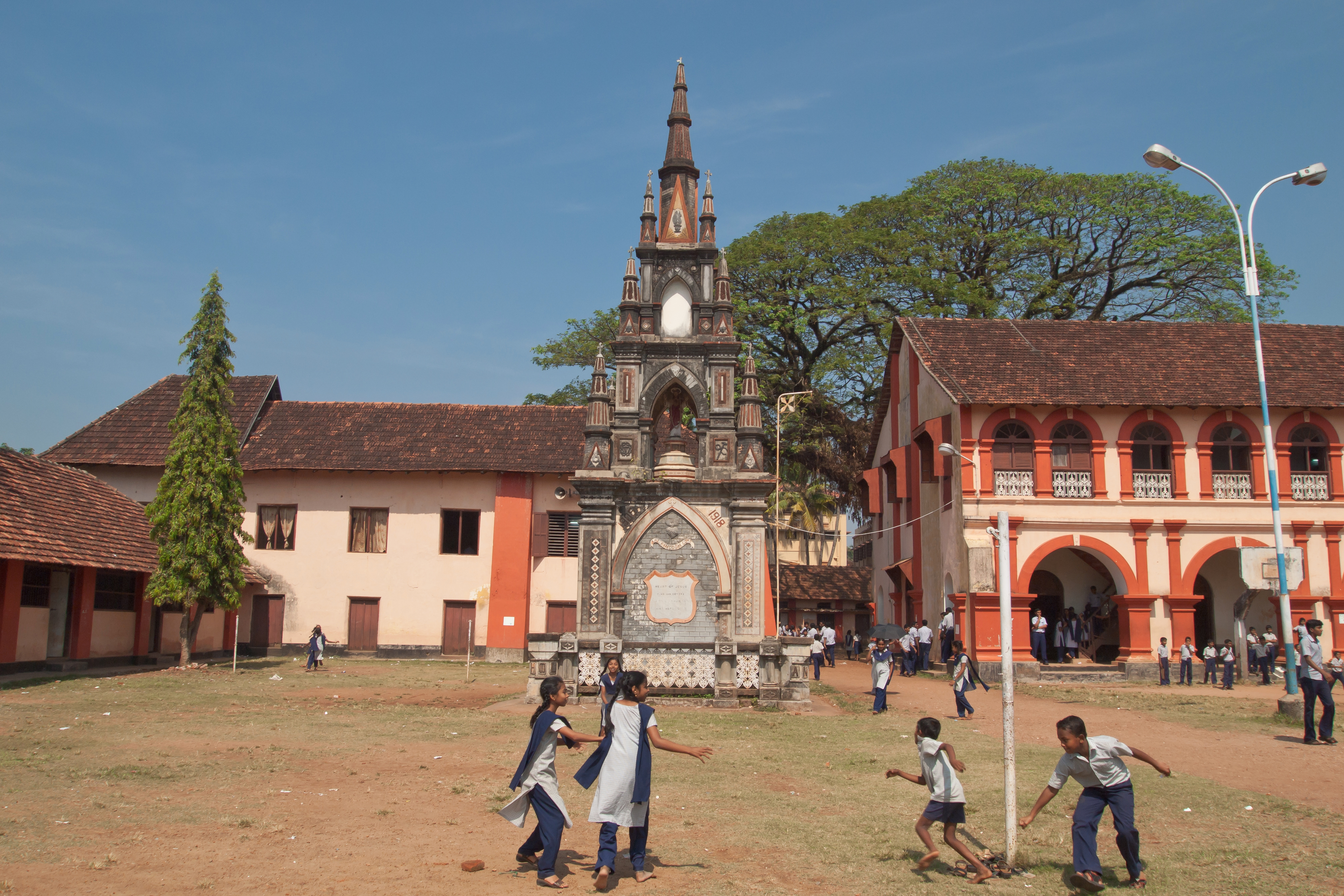
Школа
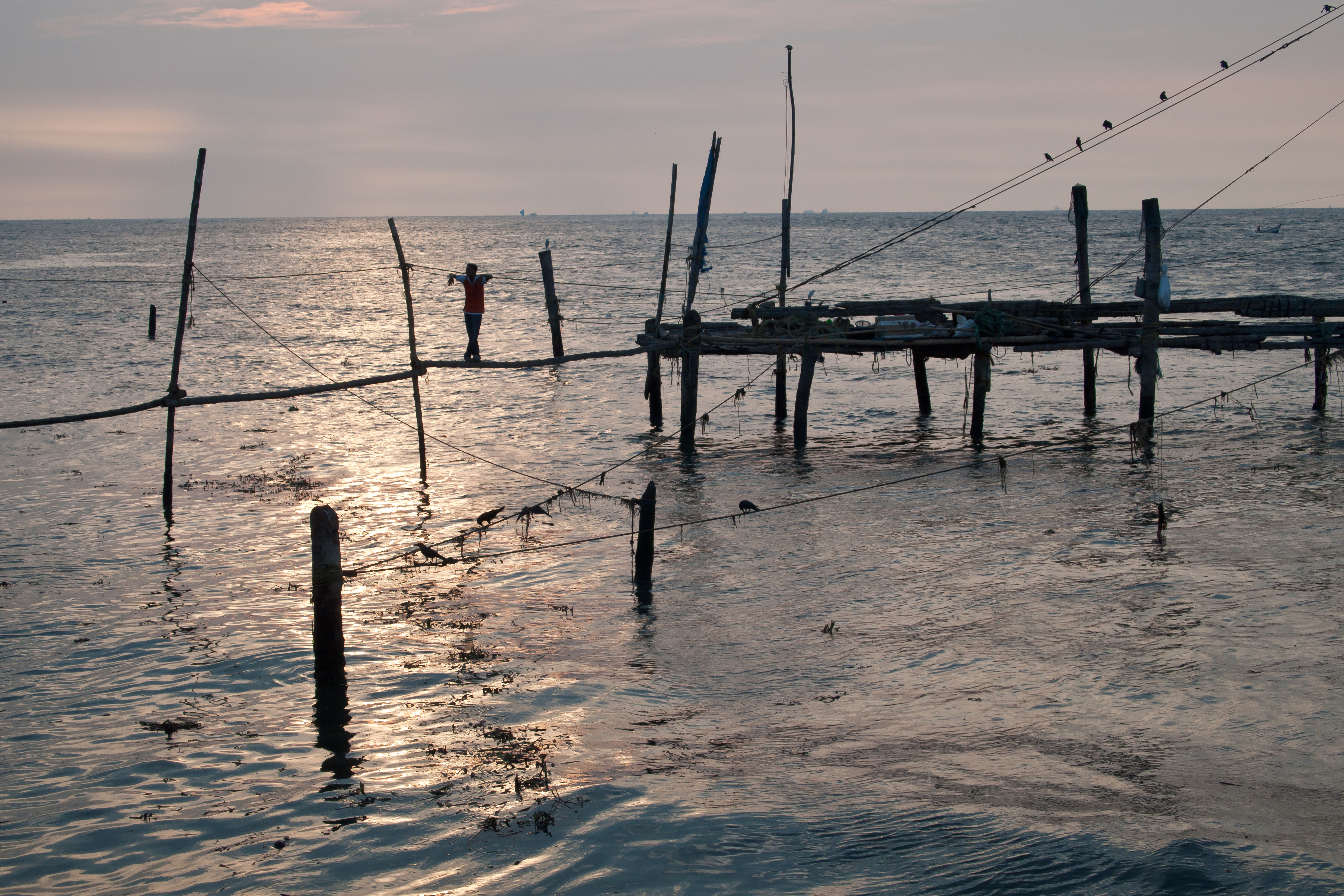
Китайські рибальські мережі